# Campoo-Los Valles

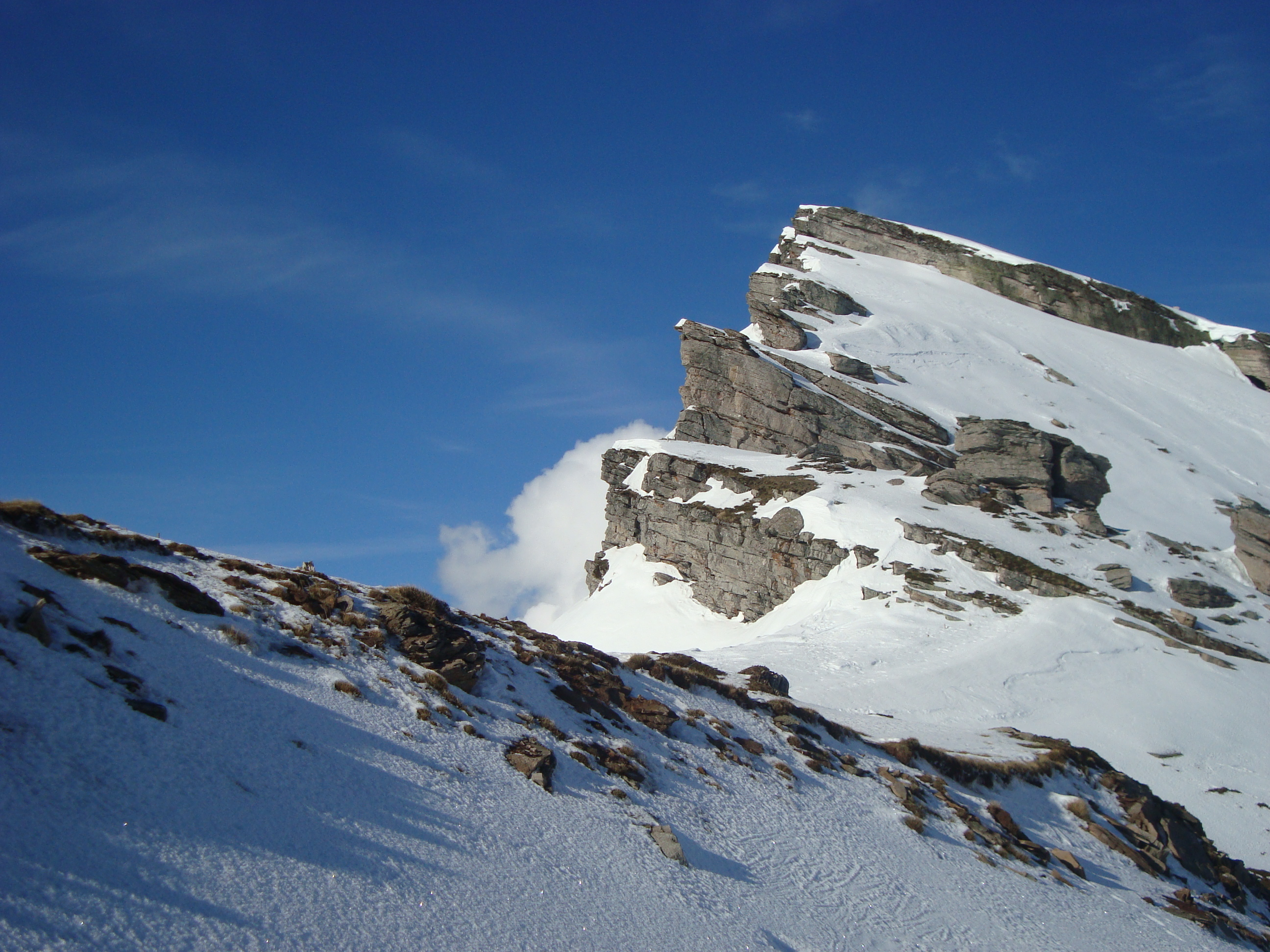

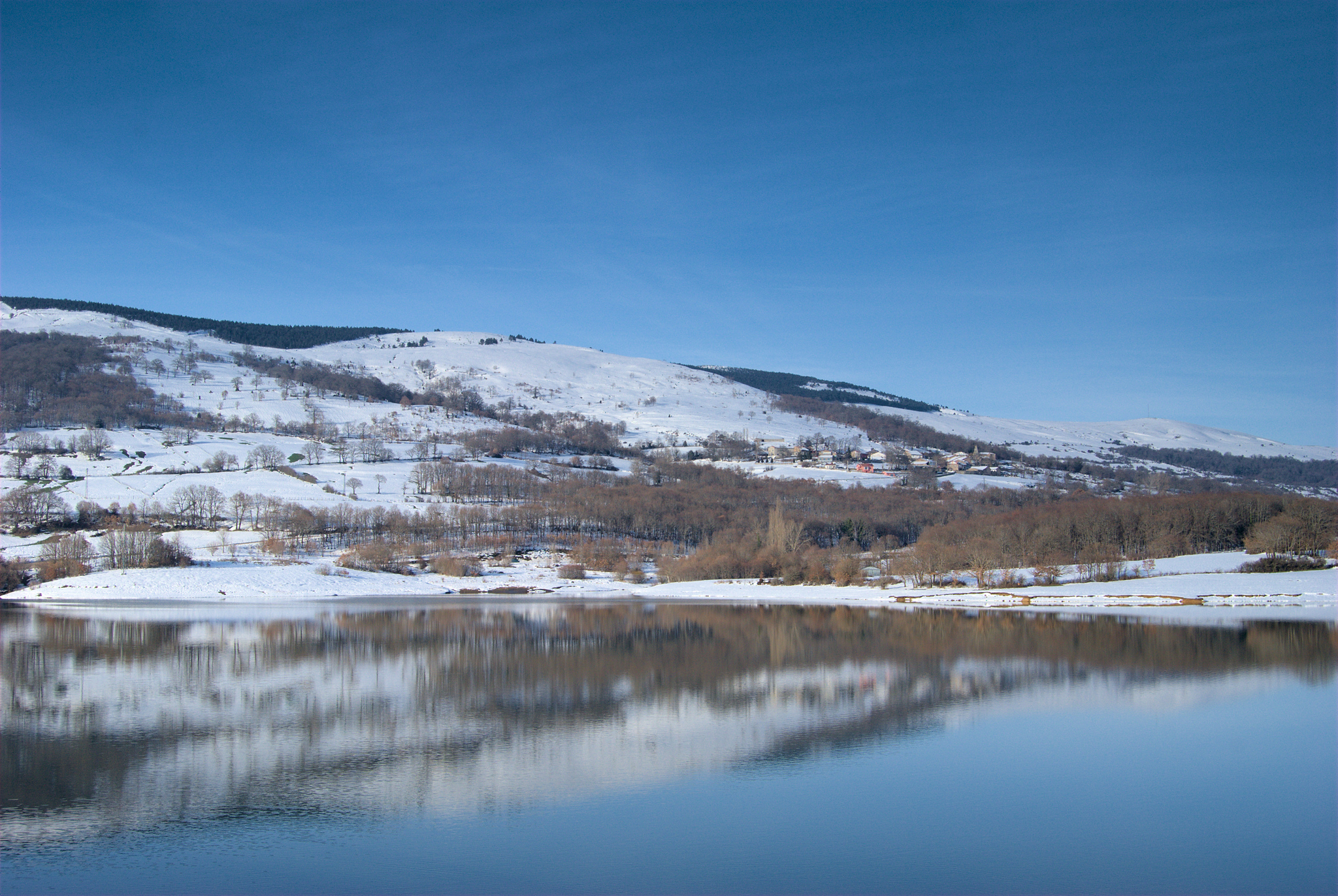
Barragem do Ebro}}, com aldeia de Quintana (Campoo de Yuso) ao fundo

Campoo-Los Valles (pronunciado Campó), também conhecida como Merindade de Campoo e Cantábria do Ebro, é uma comarca histórica e geográfica do norte de Espanha, na província e comunidade autónoma da Cantábria. Tem 1 012,1 km² de área e em 2021 tinha 17 716 habitantes. A comarca não tem estatuto administrativo, pois apesar de já existir uma lei para a divisão em comarcas da Cantábria desde 1999, esta ainda não foi regulamentada.
Ocupa a bacia do Alto Ebro e é a comarca mais meridional da Cantábria e a mais extensa, ocupando quase 20% do território da comunidade autónoma, apesar da sua população ser representar apenas cerca de 3,5%. Deve o seu nome ao Valle de Campoo [es], que ocupa a parte central da comarca.
| Municípios                  | Municípios | Municípios       | Municípios           |
| Município                   | Área (km²) | População (2021) | Densidade (hab./km²) |
|                             |            |                  |                      |
| --------------------------- | ---------- | ---------------- | -------------------- |
| Campoo de Enmedio           | 91,1       | 3 692            | 40,5                 |
| Campoo de Yuso              | 89,7       | 680              | 7,6                  |
| Hermandad de Campoo de Suso | 222,7      | 1 604            | 7,2                  |
| Pesquera                    | 8,9        | 82               | 9,2                  |
| Reinosa                     | 4,1        | 8 810            | 2 148,8              |
| Las Rozas de Valdearroyo    | 57,4       | 257              | 4,5                  |
| San Miguel de Aguayo        | 36,0       | 148              | 4,1                  |
| Santiurde de Reinosa        | 31,0       | 244              | 7,9                  |
| Valdeolea                   | 83,7       | 922              | 11                   |
| Valdeprado del Río          | 89,3       | 316              | 3,5                  |
| Valderredible               | 303,7      | 961              | 3,2                  |

| Limites de Campoo-Los Valles           |                                    |                                      |
| Saja-Nansa                             | Saja-Nansa • Besaya                | Vales Pasiegos                       |
| Província de Palência (Castela e Leão) |                                    | Província de Burgos (Castela e Leão) |
| Província de Palência                  | Províncias de Palência e de Burgos | Província de Burgos                  |

## Geografia e ambiente

### Geografia política
A comarca é uma das melhor delimitadas da Cantábria, pois é formada pelos municípios que desde o século XV integraram a Merindade de Campoo. A sua denominação de Campoo-Los Valles faz referência ao facto do seu território ser formado pelas partes que compunham a entidade administrativa de Campoo, isto é, a cidade de Reinosa e as antigas irmandades de Suso, Enmedio, Yuso, Irmandade das Cinco Vilas [es], Los Carabeos, Valdeolea e Valdeprado, e pelos Vales, isto é Valderredible e de Valdebezana (este último integra a província de Burgos desde o século XIX).
No entanto, a atual divisão municipal não é exatamente a mesma das antigas irmandades. Durante a Idade Moderna, especialmente quando as antigas irmandades doram convertidas em municípios, foram feitas algumas mudanças: em 1860 as irmandades dos Carabeos e de Valdeprado foram unidas para constituírem o município de Valdeprado del Río; em 1890 foi criado o município de Las Rozas de Valdearroyo por segregação de Campoo de Yuso; os municípios de  Pesquera, San Miguel de Aguayo e Santiurde de Reinosa foram formados a partir da antiga Irmandade das Cinco Vilas.

### Geografia física
Na serra de Híjar [es] nasce o rio homónimo [es], cujo caudal é o principal aporte hídrico do rio Ebro, que aflora na aldeia de Fontibre (do município de Hermandad de Campoo de Suso) [es]. A Barragem do Ebro [es], nas vizinhanças de Reinosa, forma uma das maiores albufeiras da bacia hidrográfica do Ebro e atua como o principal regulador dos regadios da Rioja e de Navarra. Nas mesmas serranias, criadas por movimentos tectónicos ocurridos desde os finais do Cretáceo até ao Oligoceno (orogenia alpina), encontram-se as maiores alturas da comarca, o Cuchillón [es] (2 222 m) e o Pico Três Mares [es] (2 172 m), este último assim chamado porque nas suas encostas nascem rios que desaguam nos três mares que banham a Espanha: o rio Híjar, afluente do Ebro, que desagua no mar Mediterrâneo; o rio Pisuerga, afluente do Douro, que desagua no oceano Atlântico, e o rio Nansa [es], que desagua no mar Cantábrico.
O Pico Três Mares é o local onde se encontram as serras de Híjar e do Cordel [es] (ou de Isar) e no seu sopé há um vale glaciar. Do cimo dele avistam-se o mar Cantábrico a norte, os Picos da Europa a noroeste, a Cordilheira Cantábrica e a Montaña palentina (serras da província de Palência) a sudoeste, a meseta castelhana a sul e os Vales Pasiegos e sas erras de Las Encartaciones [es] a leste. Na vertente norte há florestas frondosas de faias carvalhos, que fazem parte do Parque Natural do Saja-Besaya [es], uma importante reserva natural, onde abundam os veados, corças e águias-reais. A presença de lobos-ibéricos não é rara e há registos de avistamentos de ursos-pardos, o que essa revela a importância dessa zona como via de comunicação das populações isoladas deste plantígrado. Em Polientes (município de Valderredible) [es] e nos altos da serra de Híjar há colónias importantes de grifos. Outras espécies dignas de menção, são por exemplo, o bufo-real, a marta, o texugo, o arminho e a toupeira. A albufeira do Ebro albrega uma avifauna aquática notável. No que se refere a espécies vegetais, além das florestas de faias e de carvalhos já mencionadas, destacam-se uma população importante de azevinhos e bétulas, e bons exemplares de teixos, todas elas árvores protegidas pela lei espanhola.

### Clima
Campoo situa-se numa zona de transição entre o clima oceânico e o clima mediterrânico continentalizado [es] da Península Ibérica, podendo enquadrar-se no chamado clima oceânico de transição, com algumas componentes de clima de montanha devido à altitude. Na realidade, o clima da região é uma mistura dos tipos oceânico e mediterrânico, sofrendo influências continentais por estar aberta para a meseta castelhana e influências oceânicas, as quais são atenuadas pelas serras de Isar e pela Cordilheira Cantábrica, que separam parcialmente a região da costa. Pode considerar-se Reinosa, no centro do vale de Campoo, como a zona de charneira entre as duas zonas climáticas, com o clima das áreas a norte, como Pesquera e as zonas ao longo do rio Besaya [es], com características mais oceânicas, e as áreas a sul, como Valderredible e Valdeolea, com características mais mediterrânicas.
Esta transição climática manifesta-se em invernos muito frios, com nevadas e geadas noturnas frequentes entre novembro e abril, e verões relativamente quentes durante o dia e frescos à noite. No verão a amplitude térmica diária chega aos 20 °C, com máximas de 30 °C durante o dia e mínimas de 10 °C à noite. O clima é frio (bastante mais do que na costa cantábrica) e húmido (um pouco menos do que nas zonas mais baixas do resto da Cantábria). A Precipitação, ainda que elevada, é bastante menor do que nas regiões costeiras da Cantábria, e no inverno é frequente ser na forma de neve. Por estar rodeada de montanhas altas, a precipitação concentra-se nas zonas altas, onde é muito superior à das zonas baixas, no vale de Campoo.
| Dados climatológicos para Reinosa | Dados climatológicos para Reinosa | Dados climatológicos para Reinosa | Dados climatológicos para Reinosa | Dados climatológicos para Reinosa | Dados climatológicos para Reinosa | Dados climatológicos para Reinosa | Dados climatológicos para Reinosa | Dados climatológicos para Reinosa | Dados climatológicos para Reinosa | Dados climatológicos para Reinosa | Dados climatológicos para Reinosa | Dados climatológicos para Reinosa | Dados climatológicos para Reinosa |
| Mês                               | Jan                               | Fev                               | Mar                               | Abr                               | Mai                               | Jun                               | Jul                               | Ago                               | Set                               | Out                               | Nov                               | Dez                               | Ano                               |
| --------------------------------- | --------------------------------- | --------------------------------- | --------------------------------- | --------------------------------- | --------------------------------- | --------------------------------- | --------------------------------- | --------------------------------- | --------------------------------- | --------------------------------- | --------------------------------- | --------------------------------- | --------------------------------- |
| Temperatura máxima média (°C)     | 9                                 | 10                                | 12                                | 13                                | 17                                | 20                                | 23                                | 24                                | 21                                | 17                                | 12                                | 9                                 | 15,6                              |
| Temperatura média (°C)            | 2,1                               | 3,0                               | 4,6                               | 6,4                               | 9,1                               | 12,1                              | 14,9                              | 15,0                              | 13,3                              | 9,6                               | 5,5                               | 3,0                               | 8,2                               |
| Temperatura mínima média (°C)     | 2                                 | 2                                 | 3                                 | 5                                 | 8                                 | 10                                | 12                                | 13                                | 11                                | 8                                 | 5                                 | 3                                 | 6,8                               |
| Precipitação (mm)                 | 99,4                              | 102,7                             | 87,2                              | 105,6                             | 87,6                              | 54,0                              | 31,2                              | 35,3                              | 56,7                              | 97,9                              | 114,1                             | 128,3                             | 1 088                             |
| Dias com precipitação             | 13,5                              | 12,5                              | 12,8                              | 17                                | 17,8                              | 14,2                              | 11,5                              | 11,4                              | 11,4                              | 13,1                              | 13,9                              | 12,8                              | 161,9                             |
| Humidade relativa (%)             | 86                                | 83                                | 77                                | 77                                | 77                                | 76                                | 75                                | 74                                | 75                                | 77                                | 85                                | 83                                | 78,8                              |
| Dias de sol                       | 6,0                               | 6,2                               | 7,5                               | 4,1                               | 3,8                               | 5,2                               | 7,4                               | 7,1                               | 8,1                               | 6,2                               | 5,3                               | 6,6                               | 73,5                              |
| Insolação (h)                     | 4,3                               | 4,8                               | 6,2                               | 6,7                               | 7,5                               | 8,3                               | 8,1                               | 8,0                               | 7,7                               | 6,3                               | 4,6                               | 4,5                               | 6,4                               |
| Fontes:                           |                                   |                                   |                                   |                                   |                                   |                                   |                                   |                                   |                                   |                                   |                                   |                                   |                                   |

## Etnografia

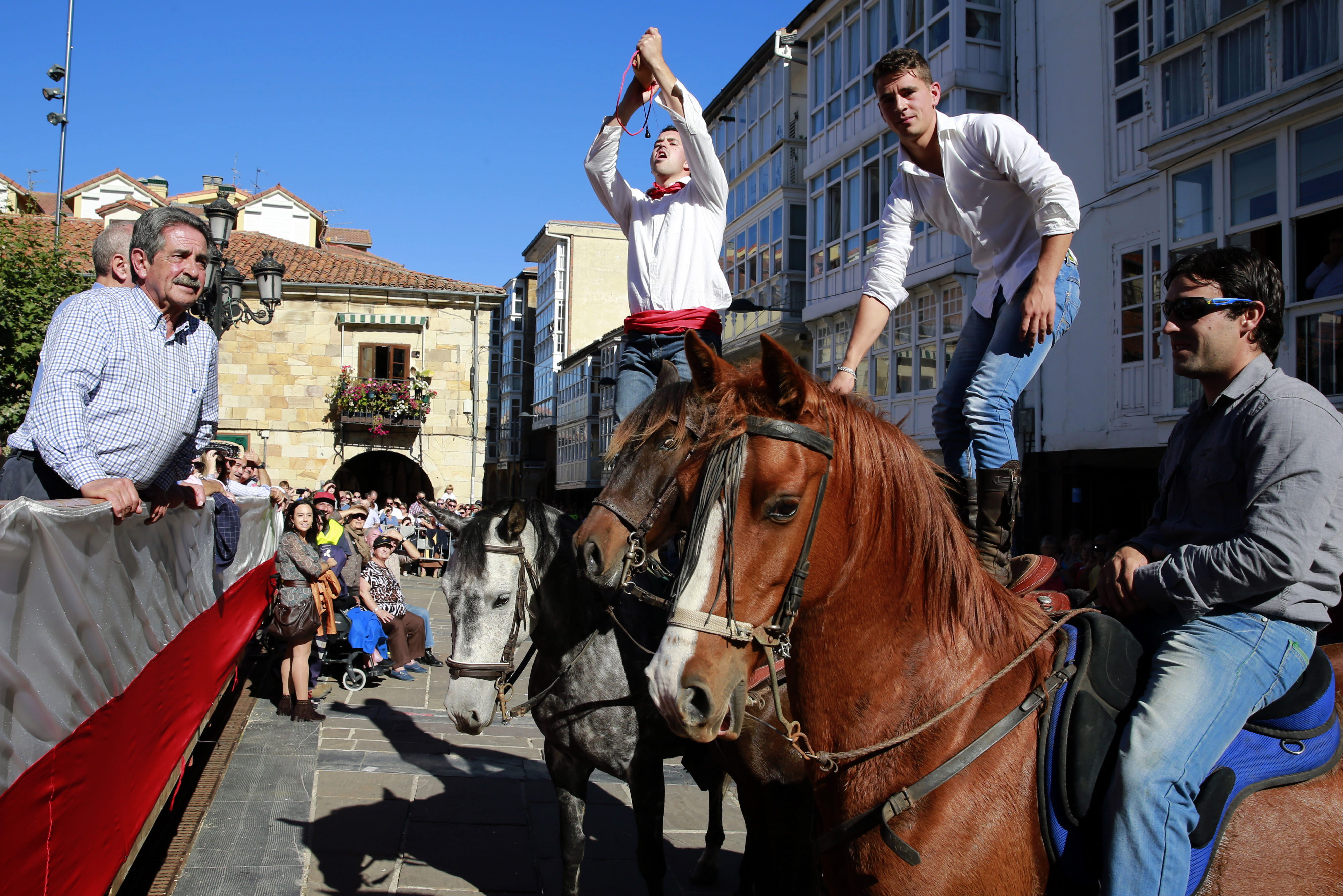
Festejos do Dia de Campoo em setembro de 2015

O gentílico dos habitantes de Campoo é campurriano e a língua por eles usada é o castelhano, com influências de uma variante dialetal asturo-leonesa. O Dia de Campoo é celebrado no último domingo de setembro, integrado nas festas de São Mateus. O ato principal desse dia é um desfile de carros engalados que reproduzem cenas da vida quotidiana tradicional, puxados por bois e vacas de raça Tudanca [es], Monchina [es]. Outras festas importantes são as de Las Nieves, a 15 de agosto em Naveda (Hermandad de Campoo de Suso) [es] e a Los Campanos [es] em Abiada [es], no mesmo município, realizada no primeiro domingo de setembro para comemorar o fim do estio.
Uma das características mais marcantes do vestuário tradicional são as albarcas [es], socas similares às madreñas asturianas, primorosamente talhadas em madeira, tradicionalmente de bétula, mas atualmente também fabricadas industrialmente em faia. Um adereço típico do campurriano é o palo pinto, uma vara de avelaneira gravada a fogo, que ajuda a andar nos montes e a pastorear o gado. A economia local está tradicionalmente ligada à pecuária de bovinos e os campurrianos tinham grande repuração como condutores de carroças e pedreiros. Eram os carroceiros campurrianos que realizavam o intercâmbio de mercadorias entre a meseta e a capital da província.

## Arquitetura

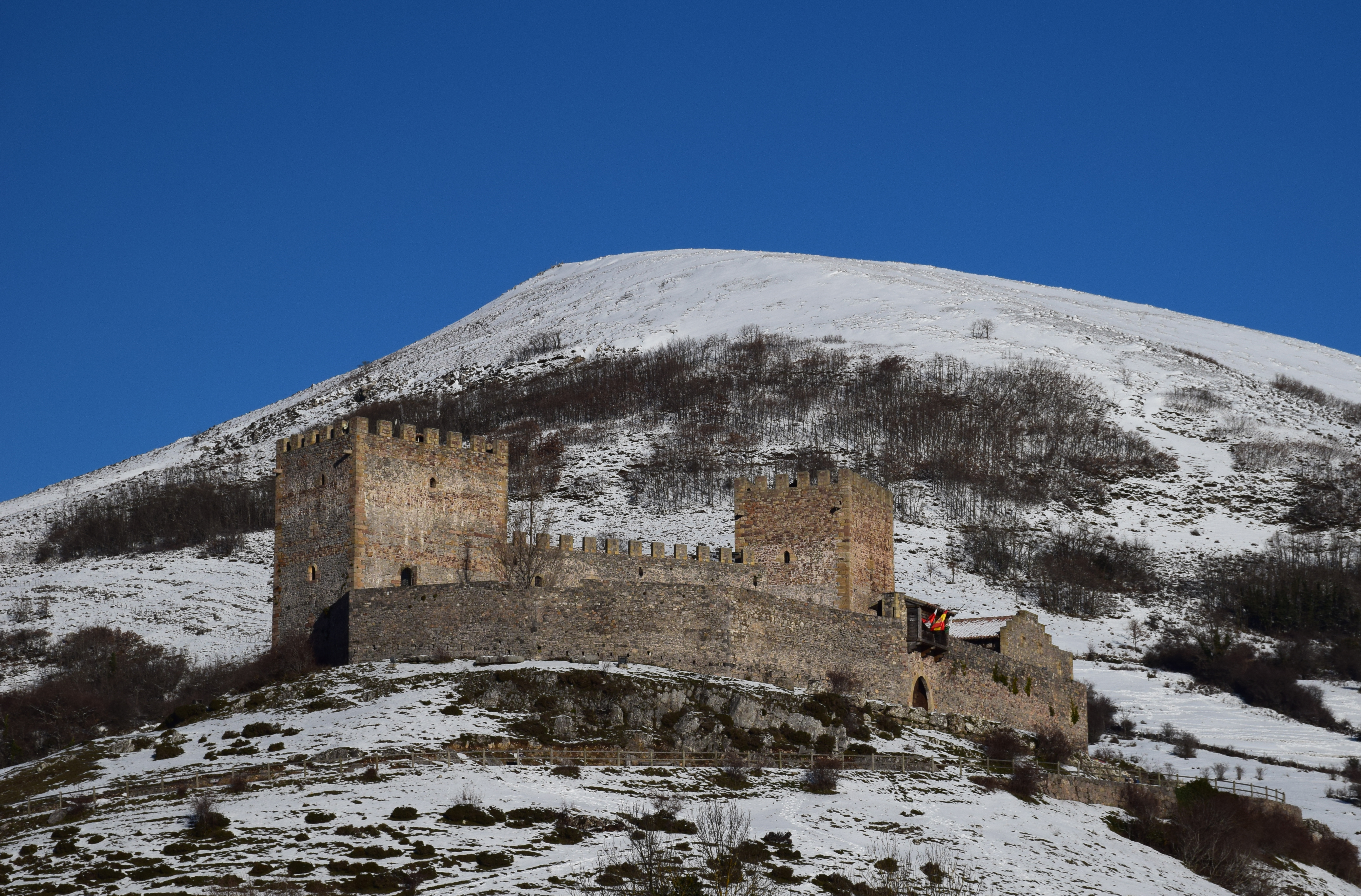
Castelo de Argüeso

Na comarca há numerosos exemplos magníficos do chamado românico montanhês, entre os quais se destacam as colegiadas  de São Martinho de  Elines [es] (no município de Valderredible) e  de São Pedro de Cervatos [es] (Campoo de Enmedio) e as igrejas  de Santa Maria a Maior em Villacantid [es] (Hermandad de Campoo de Suso), de São Cipriano em Bolmir [es] (Campoo de Enmedio),  de Santa Maria [es] em  Retortillo (Campoo de Enmedio) e  de São Martinho [es] em  Valdelomar (Valderredible). O Mosteiro de Nossa Senhora de Montesclaros [es], em Valdeprado del Río, é um edifício barroco-montanhês do século XVII que alberga a imagem da padroeira da Merindade de Campoo, que é objeto de grande devoção local. Foi construído a partir duma igreja rupestre e tem um retábulo do século XVIII.
Na arquitetura civil destacam-se as numerosas casas solarengas de silhar, com varandas e brasonadas.[carece de fontes?] Na arquitetura militar cabe mencionar o castelo de Argüeso [es] (município de Hermandad de Campoo de Suso), construído no século XII, desde o qual Íñigo López de Mendoza, 1.º Marquês de Santillana, administrou o senhorio de Campoo e o marquesado de Argüeso no século XV. Outras edificações relevantes são as torres dos Bustamante em La Costana (Campoo de Yuso), a  de Ruerrero [es] (Valderredible), a de San Martín de Hoyos (Valdeolea), a dos Gómez Bárcena em San Miguel de Aguayo e a de Los Ríos em Proaño (Hermandad de Campoo de Suso).

## História

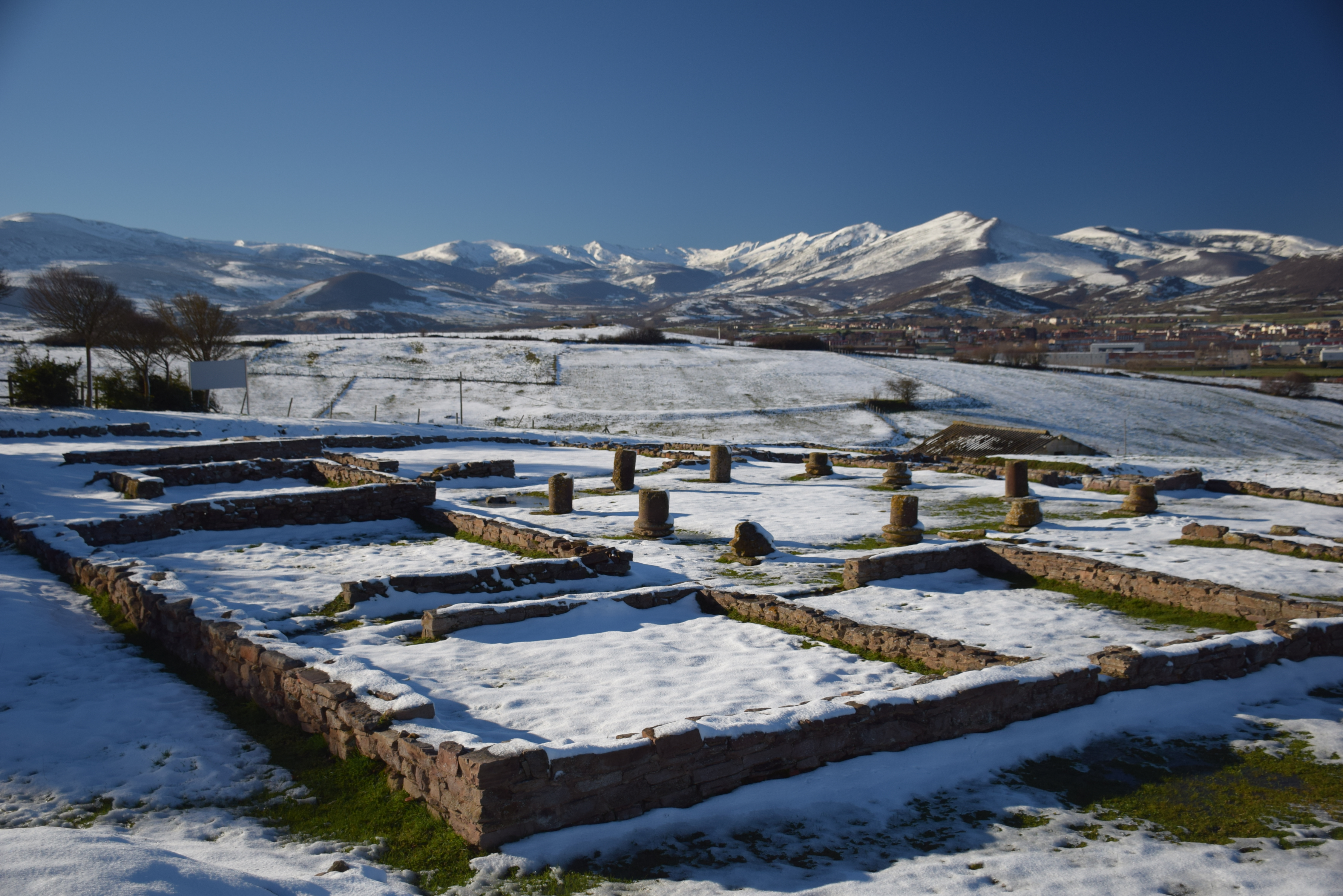
Ruínas romanas de Retortillo, geralmente identificadas com Julióbriga, com as serras de Híjar e de Cordel ao fundo

A presença de populações pré-históricas na comarca é atestada pela existência de vestígios de arte esquemática em locais como o Abrigo del Cubular [es] ou o Ídolo de Ruanales [es], ambos nas imediações de Ruanales (Valderredible), e de numerosos menires, especialmente no município de Valdeolea.
A comarca é uma das regiões da Cantábria com mais sítios arqueológicos romanos. Destacam-se especialmente as ruínas situadas na aldeia de Retortillo do município de Campoo de Enmedio, geralmente identificadas como sendo de Julióbriga, a cidade romana mais importante da Cantábria. Julióbriga foi fundada no século I a.C. pela Legio IV Macedonica sobre um antigo castro cântabro, que poderá ter sido Aracillum [es], a cidade cântabra onde se travou uma das mais importantes batalhas das Guerras Cantábricas. Outra das localizações prováveis de Aracillum é Aradillos [es], também situada no município de Campoo de Enmedio. Outros sítios arqueológicos importantes são o Acampamento romano de El Cincho [es], perto de  La Población (Campoo de Yuso)e o  de  Camesa-Rebolledo [es], no município de Valdeolea. O primeiro foi usado por legões romanas durante as ofensivas das Guerras Cantábricas imediatamente posteriores a 27 a.C. O segundo teve origem noutro acampamento militar romano da Legio IV Macedonica e nele encontram-se restos de uma villa, duma povoação visigoda e, a algumas centenas de metros, de outro grande edificação dos séculos II e III d.C., cuja função não é claro, podendo ser militar ou uma pequena povoação.
Da época da cristianização há vestígios de várias igrejas e eremitérios rupestres no conjunto denominado "Igrejas rupestres de Valderredible [es]", um dos mais importantes do seu tipo em Espanha.
Há diversas menções à comarca durante a Idade Média.  Em meados do século IX, o território de  Campo Pau, Campodii, Campo ou Campoo pertencia ao senhorio do conde Rodrigo, como parte do Condado de Castela. Em 1087 a comarca é mencionada como uma tenência de El Cid, concedida a esse caudilho castelhano por Afonso VI de Leão após a Batalha de Zalaca, e em 1122 aparecia como possessão do conde Rodrigo González de Lara [es]. Em meados do século XIV a maior parte do território estava sob a jurisdição do senhorio de Aguilar de Campoo e do seu titular, Telo de Castela [es]. Segundo o “Livro das Merindades de Castela” (conhecido como “Becerro de las Behetrías [es]”), publicado c. 1352, a Merindade de Aguilar de Campoo [es] compreendia tanto municípios do sul da atual Cantábria como o norte das atuais províncias de Palência e de Burgos, tendo a sua capital em Aguilar de Campoo (atualmente da província palentina), que também foi a sede do vasto Marquesado de Aguilar de Campoo [es].
Em finais da Idade Média, a Merindade de Campoo, com capital em Reinosa, separou-se da de Aguilar de Campoo. e os dois territórios nunca mais voltaram a estar unidos. Com a divisão provincial do início do século XIX reconfirmou a separação entre o Campoo cântabro e o Campoo palentino, cujo território integra atualmente a extensa comarca da Montanha Palentina [es]. O Campoo cântabro, com capital em Reinosa, pertenceu inicialmente à Província de Toro [es], que existiu entre 1528 e 1804, e em 1833 foi integrada na Província de Santander, antecessora da atual comunidade autónoma da Cantábria.

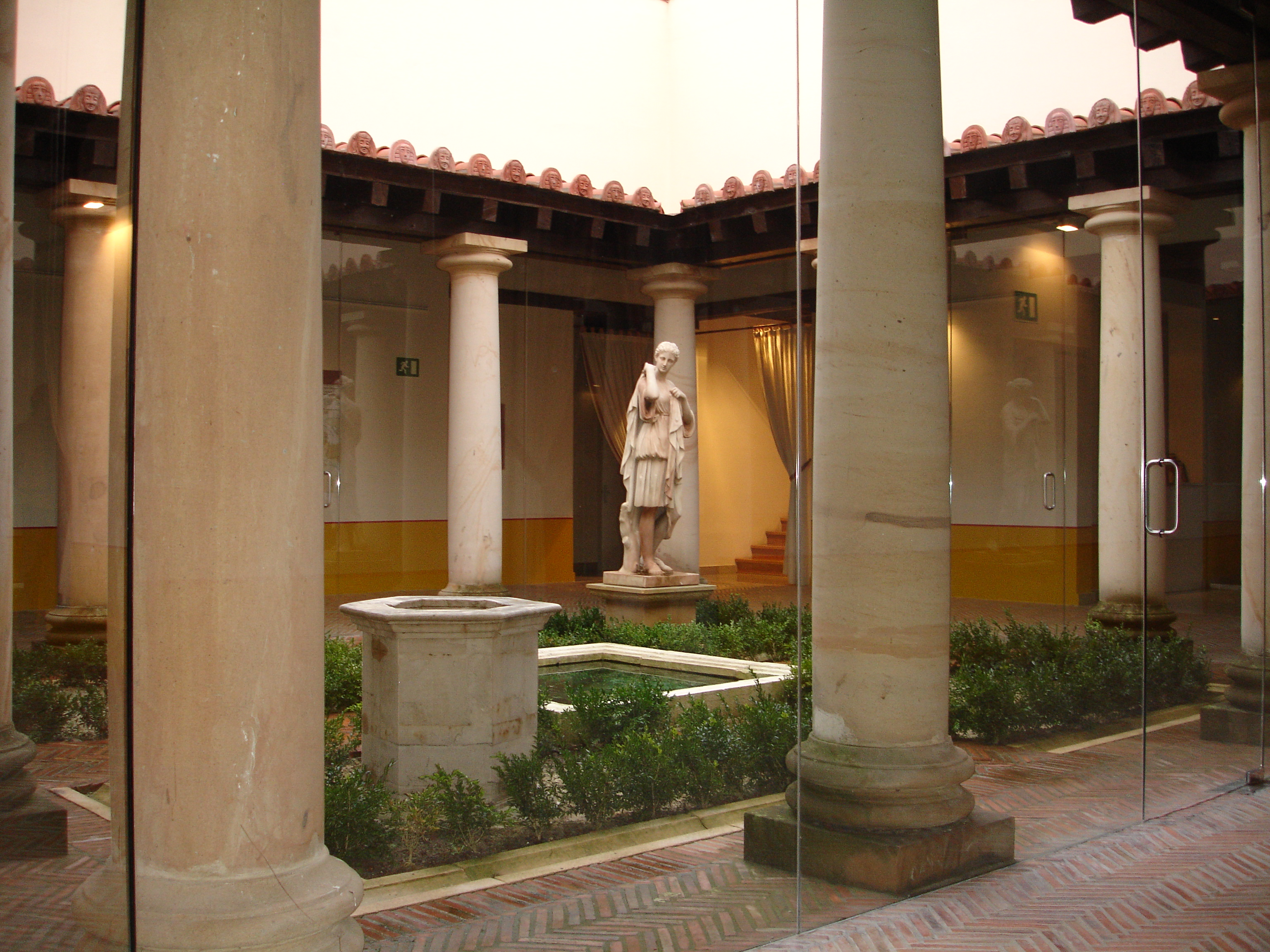
Reconsttrução do peristilo duma domus romana em Julióbriga
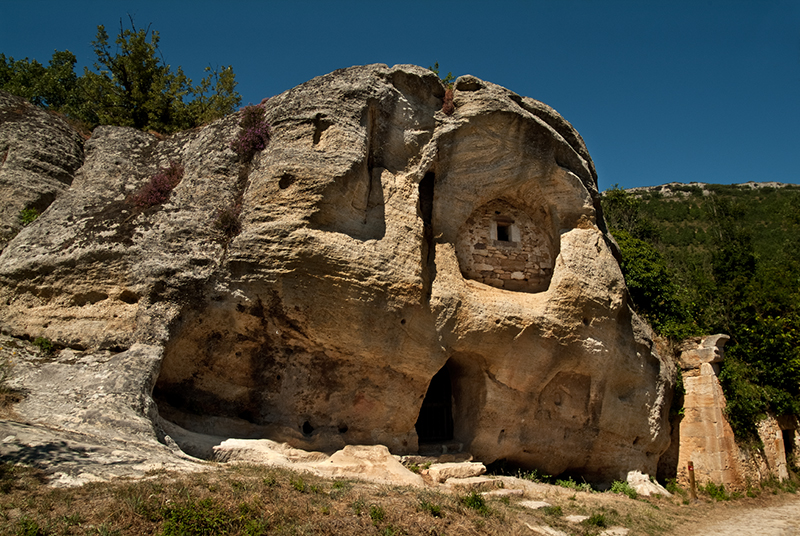
Igreja rupestre de Santo Acisclo e Santa Vitória em Arroyuelos
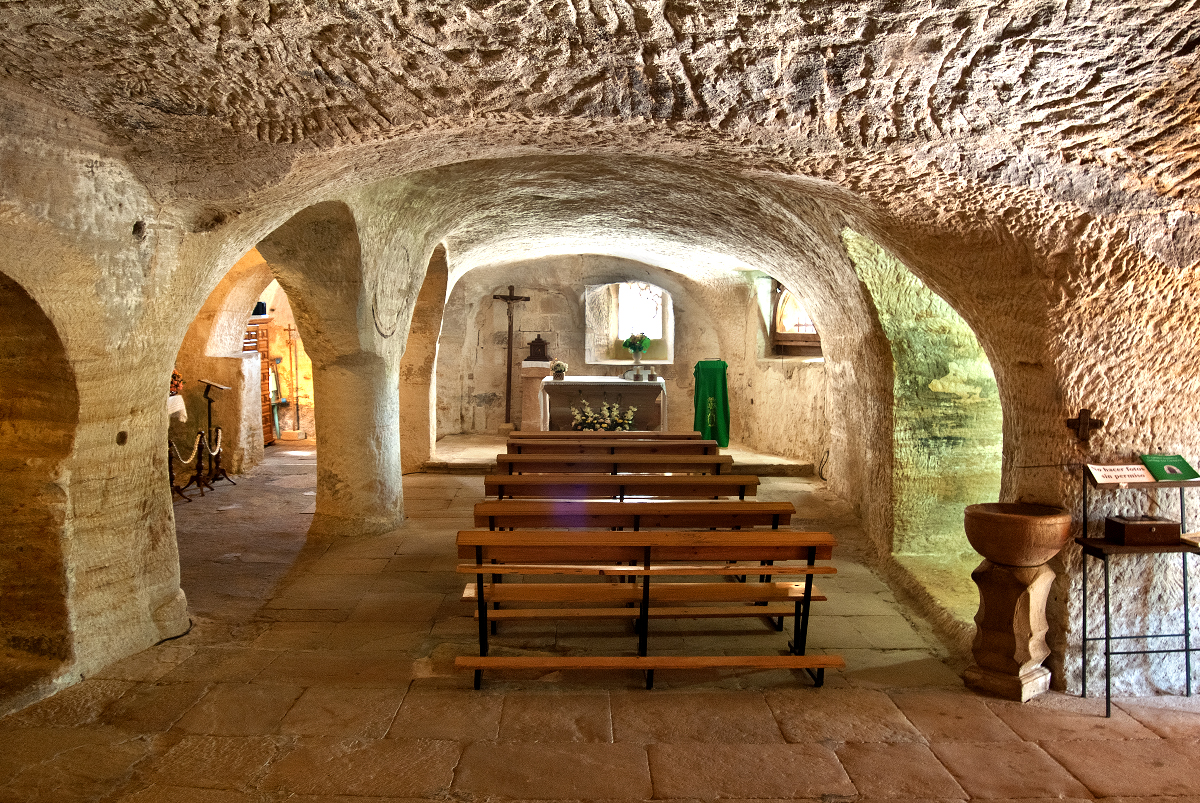
Igreja rupestre de Santa Maria de Valverde
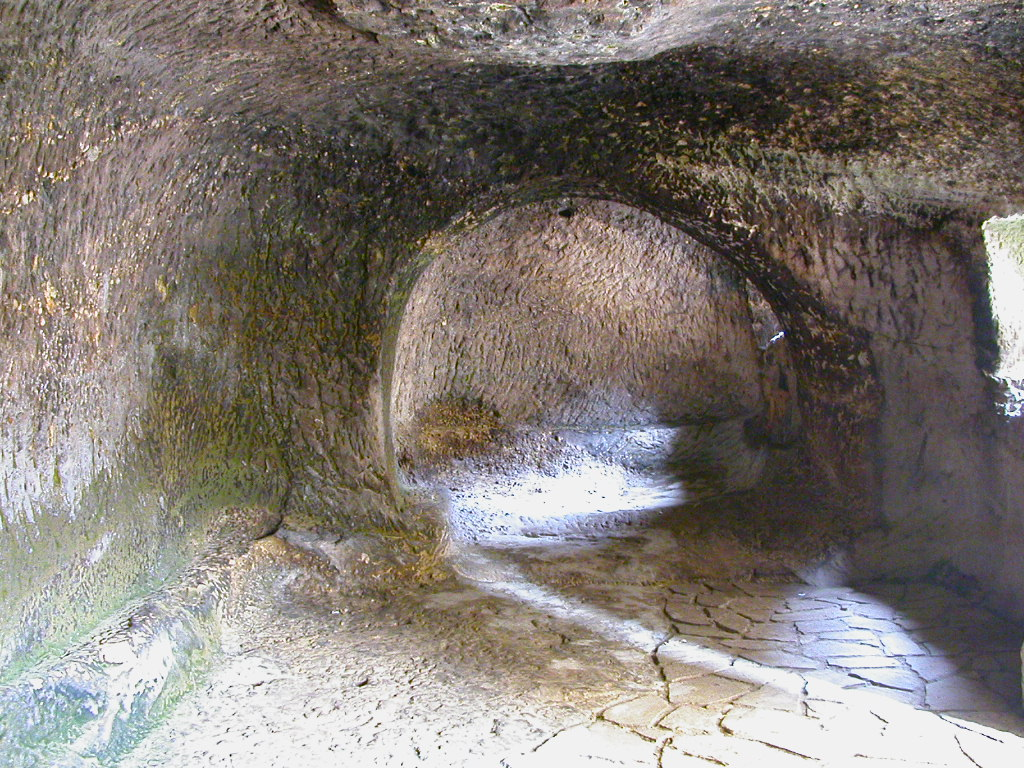
Igreja rupestre de Campo de Ebro

## Demografia e economia

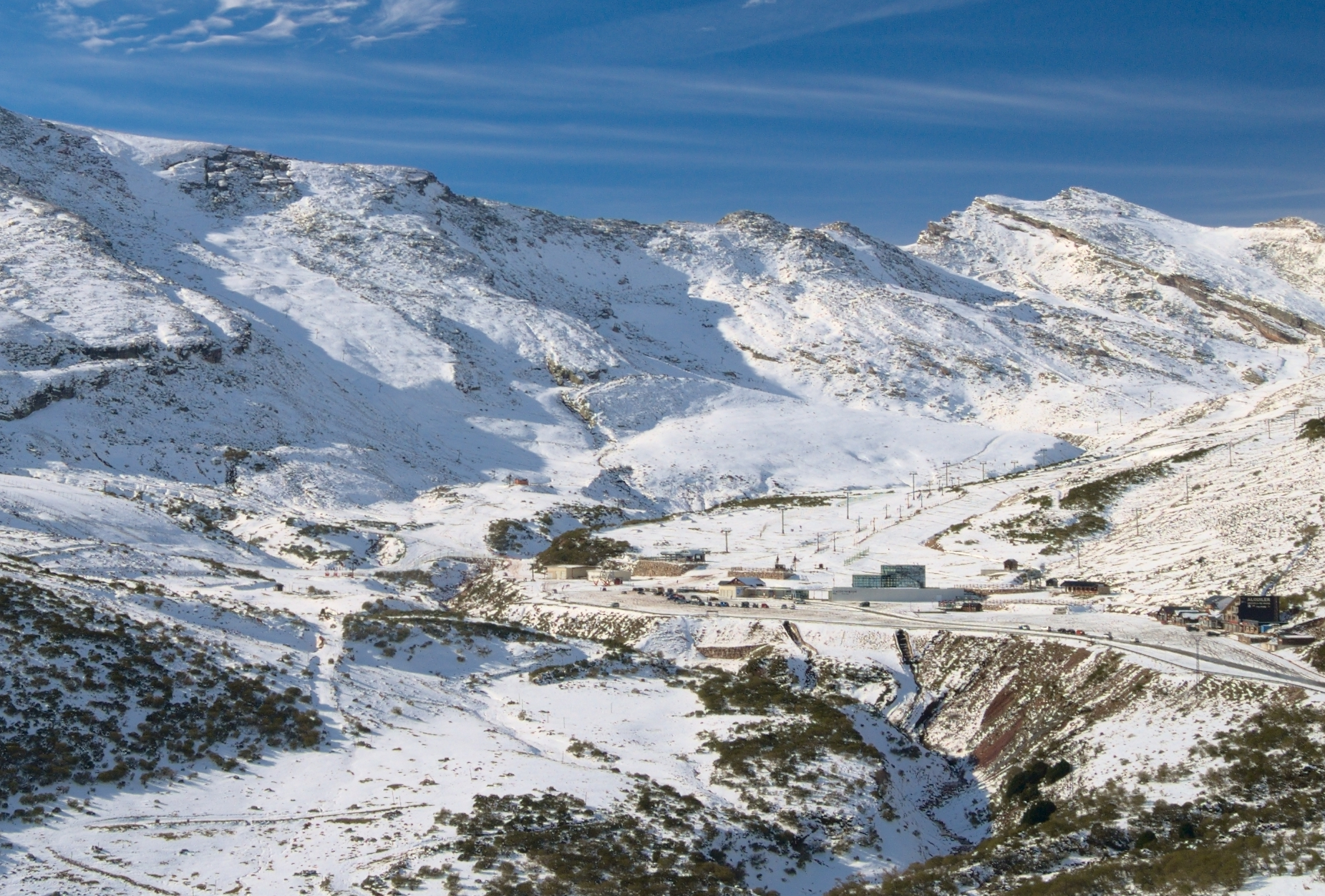
Estação de esqui de Alto Campoo

Apesar da sua grande extensão, que cobre quase 20% do território da Cantábria, a densidade populacional é muito baixa e tem vindo a descer desde pelo menos a os anos 1970. Em meados dessa década, a região sofreu um um despovoamento e envelhecimento demográfico, devido sobretudo ao declínio da empresa nacional "La Naval" (Forjas e Aços de Reinosa), que no passado foi muito próspera e teve prestígio internacional nos setores de construção naval e de armamento. A indústria foi muito desenvolvida na zona da Reinosa, mas perdeu importância principalmente a partir de 1987. Em abril desse ano ocorreram vários distúrbios motivados pela tentativa de travar os despedimentos massivos planeados pela "La Naval".[carece de fontes?] Os enfrentamentos em Matamorosa (uma localidade vizinha de Reinosa), entre sindicalistas e a Guarda Civil causaram a morte a um membro das Comissões Operárias. O sucedido provocou muitas reações e a viúva da vítima processou judicialmente a Guarda Civil.
Após uma traumática reconversão industrial, atualmente as duas principais atividades económicas da região são o turismo, a indústria siderúrgica e a pecuária, especialmente de bovinos e, em muito menor escala, de equinos. O turismo está orientado sobretudo para o alojamento rural, os desportos de aventura que se realizam nas imediações da albufeira do Ebro e os desportos de inverno que se realizam na estação de esqui de Alto Campoo [es].

## Vias de comunicação

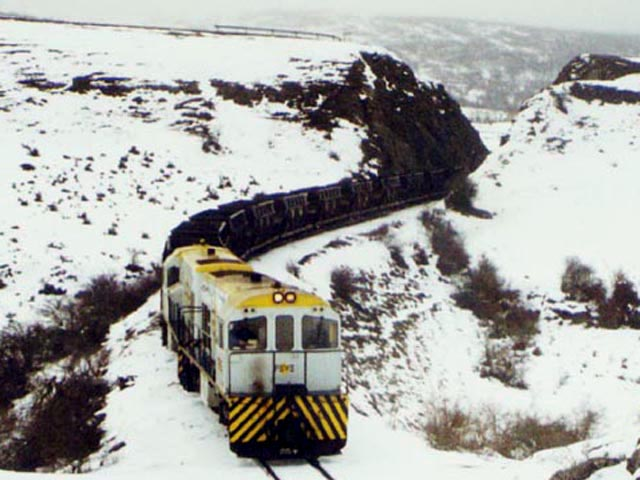
Comboio carregado com carvão mineral perto de Mataporquera (Valdeolea) em 1998

Até ao início do século XXI, a comarca estava muito isolado do resto da Cantábria devido às deficientes infraestruras de transporte. A dificuldade do passo de montanha de Hoces de Bárcena [es], imprescidível para chegar à comarca desde o resto da Cantábria complicavam muito as comunicações, especialmente no inverno. Essa situação foi ultrapassada em meados da década de 2000 com a conclusão da Autovia Cantábria-Meseta [es] (A-67), que ligou a região com uma via rodoviária de alta capacidade, que atravessa a comarca de norte a sul e é a principal via de comunicação entre a Cantábria e o resto da Espanha.
A comarca está também ligada ao resto da Cantábria pela linha ferroviária C1 da rede da Cercanías Santander, que vai desde Santander até Reinosa. A estação desta cidade [es] também tem serviços da  Média Distância da Renfe que ligam a comarca a cidades castelhanas como Aguilar de Campoo, Palência, Valladolid, Segóvia ou Madrid. A Linha de La Robla [es], que liga Bilbau a Leão, também atravessa a comarca, onde tem várias paragens, a mais importante delas a de Mataporquera [es] (capital do município de Valdeolea).